# 臺北吳氏宗祠讓德堂
臺北吳氏宗祠讓德堂，或稱為臺北讓德堂吳氏宗祠、臺北吳氏宗祠、頂北投吳氏宗祠，位於臺北市北投區大屯里復興三路348號，是一座由臺北吳姓宗親會於1978年11月興建的祠堂，屬中國傳統北方宮殿式建築。因吳氏初祖吳泰伯「至德讓國」的典故而定堂號名為「讓德堂」。宗祠附近為臺北市著名賞櫻景點「北投樱花隧道」，下方另有設置「四季長廊」觀景平臺可俯瞰大臺北市容，與宗祠本體同為觀賞市區夜景與晨曦的秘境。

## 沿革
明末清初吳氏先祖自中國各地遷徙渡臺，1933年吳氏族人在臺北艋舺及大稻埕一帶設置「懇親會」集合若干宗親於宗長吳三連主持下，成立「臺北吳姓宗親會」。
1953年6月，「財團法人吳氏讓德堂」成立於臺北市南京東路三段215號“泰伯大樓”與新中华大楼址，臺北吳氏宗祠舊祠堂落成於1956年，外觀仿赤崁樓，由基隆市宗亲献赠“讓德堂”横匾懸於門上。
1970年，宗親會鑑于南京东路都會发展，決議将宗祠迁往他处，遂於隔年原地改建泰伯大楼，1973年将大楼出租並以租金收入支应兴建新祠費用。新祠籌措期間舊宗祠內祖先牌位移奉至天母的临时宗祠。後有族人於頂北投小粗坑面天山半山腰覓得5800餘坪坡地作為新祠建地，該地背山面朝北投市區與關渡平原，坐北朝南向，风水视野俱佳，即吳氏宗祠現址。1978年11月13日動土興建，1985年竣工。隔年3月27日举行落成开祠大典，由吳三連親題“吳氏宗祠”嵌於牌樓橫額。

## 概要

### 建築
吳氏宗祠建坪250坪，建築高22.3公尺，臺階80級。建築屋顶採歇山頂樣式，铺以橙色琉璃瓦，斗栱參考宋式建筑比例，佐以现代建材替代傳統木构。地上两层为祭祀正厅，厅內空間可容納五百人站立，上方壁面飾以吳氏祖先相關的浮雕作品。两旁为五层楼式建物，作為吳氏名人史绩陈列室及宗亲会办公室；地下一樓为大会堂，可容纳宴席六十桌。

### 祭祀
堂上主祀吴姓始祖至德三让公泰伯，附祀传代祖恭孝王仲雍、继世祖延陵王季札、保生大帝吴真人、成仁义士元辉吴凤以及吴氏历代先圣与先贤总位神主，另有会员晋主长生祿位兩千，餘下尚预留四千位，区分作五房，可供未來两百年使用。每年农历二月十九及九月十八各地吴姓宗亲成員皆聚此舉辦春秋兩季祭祖儀式，逢年過節舉辦宗族团拜联谊活動。

### 庭園
宗祠園區配備附設庭园、花池、拱桥與涼亭等传统中式庭園建築元素，為臺灣具代表性的公園式宗祠。涼亭內豎有2002年宗親會所立石碑，簡述建祠經過。附近遍植樱花，於復興三路沿線有近700株，包含山櫻、八重櫻、吉野櫻及河津櫻等多項品種，樹齡多數超過10年，吸引眾多賞櫻人潮前往朝聖。

### 附近景區
- 面天山
- 上清宮
- 清天宮
- 清水宮
- 向天山
- 向天池

## 外部連結
- 台北吴氏宗祠让德堂 （页面存档备份，存于）